# Гоголеве (селище)
Гоголеве — селище Миргородського району Полтавської області України. Населення становить 2539 осіб. Центр Гоголівської селищної громади.

## Географічне розташування
Селище міського типу Гоголеве знаходиться за 6 км від правого берега річки Псел, за 7 км від села Устивиця та за 18 км від селища Велика Багачка. В селищі знаходиться залізнична станція з однойменною назвою Гоголеве. За селищем знаходяться ставки Мошурене та Гирчине.

## Населення

### Мова
Розподіл населення за рідною мовою за даними перепису 2001 року:
| Мова            | Кількість | Відсоток |
| --------------- | --------- | -------- |
| українська      | 2567      | 95.57%   |
| російська       | 110       | 4.10%    |
| білоруська      | 5         | 0.19%    |
| румунська       | 2         | 0.07%    |
| інші/не вказали | 2         | 0.07%    |
| Усього          | 2686      | 100%     |

## Історія
Населений пункт виник в кінці XIX століття як поселення при будівництві залізниці. Територіально він належав до Устивицької волості Миргородського повіту.
У кінці ХІХ ст. (1900 рік) під час будівництва залізниці Полтава — Ромодан — Київ, за 18 км на південь від містечка Великі Сорочинці та за 18 км на північ від містечка Велика Багачка була відкрита станція Нероновичанська. У 1902 році при відзначенні 50-річчя з дня смерті земляка Миколи Васильовича Гоголя, за пропозицією громадськості залізнична станція набула назву «Гоголеве». Назва поширилася й на село, яке почало виростати на північ від станції.
Раніше на території Гоголеве були хутори Гончарі, Марченки, Гирчин, що виникли у кінці XVIII ст. як козацькі поселення. Вони складали Третю Козацьку громаду, що входила до складу Устивицької волості Миргородського повіту.
На межі ХІХ — ХХ ст. в Гоголевому налічувалося 44 двори, 360 жителів. У 1910 році — 72 двори, 555 жителів. Більшість угідь належала поміщику А. Гудовичу, який жив у Великих Сорочинцях.
У 1912 році в селі було відкрито земську школу. До 1917 року в селі науково-дослідницьких установ не було. Населення з вищою освітою до революції не було, з середньою освітою — 2 чоловіки (учителі). В земській школі (початковій) навчалося 30 учнів. Діти, які бажали продовжити навчання, були змушені ходити за 3 кілометри в село Полив'яне обо за п'ять кілометрів у село Устивиця.
Радянську окупація розпочалась в січні 1918 року.
У 1923 році Гоголеве відійшло до складу Устивицького, а в 1925 — до складу Великобагачанського району. З цього ж року село стає центром сільської ради.

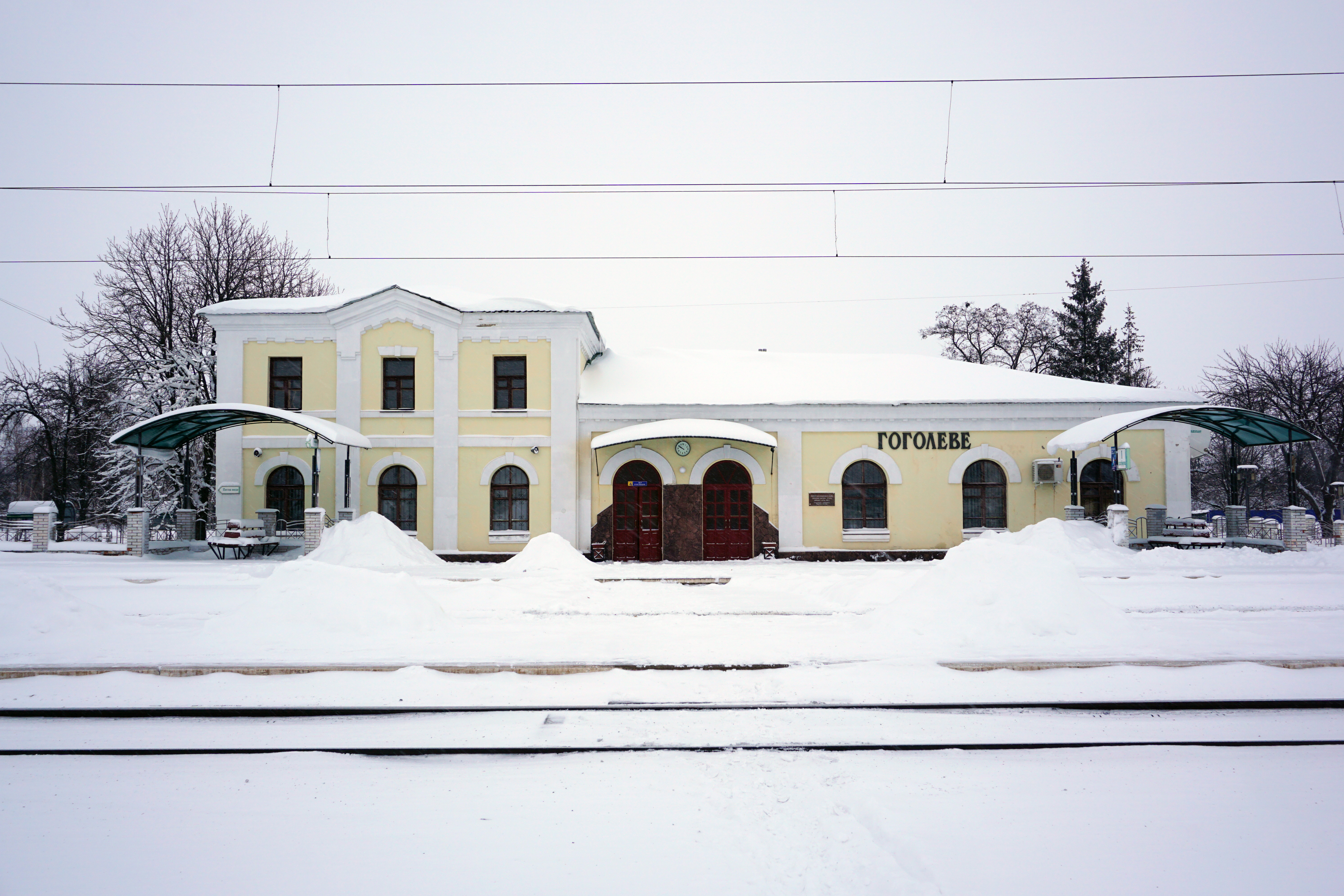
Вокзал станції Гоголеве Південної залізниці

На початку 1920-х років у Гоголевому були створені партійні та комсомольські осередки. Перший комнезам був організований у серпні 1920 року.
У 1926 році село мало 49 господарств, 177 жителів.
У 1929 році в Гоголевому виникла артіль «Нове життя», згодом перетворена на колгосп ім. В. І. Леніна. На початок заснування колгоспу село нараховувало 150 дворів.
У 1929-1930 роках створено заготзерно, плодоовоч, бурякопункт, проведено частково електрифікацію та радіофікацію.
У 1932–1933 роках внаслідок Голодомору, проведеного радянським урядом, у селищі загинув 31 мешканець, у тому числі встановлено імена 9 загиблих.
У приміщенні земської школи в 1938 році було відкрито семирічну школу.
16 вересня 1941 року село тимчасово окупували німецькі війська. На фронт було мобілізовано 180 чоловік, з них 49 загинуло. В районі села діяв партизанський загін. Жителі населеного пункту Гоголеве Говтвяниця І. П., Бобир Д. Д., Даценко М. Г. мали зв'язки з партизанами, які знаходилися в Шишацьких лісах, за що Говтвяниця та Бобир були розстріляні нацистами та поховані в с. Гоголеве.
Визволене село було 18 (19) вересня 1943 року. Боїв у Гоголевому не було, бо нацисти, тікаючи з Миргорода, пішли на Полтаву через Велику Багачку — Решетилівку і Великі Сорочинці — Шишаки.
Під час громадянської та Німецько-радянської воєн залізнична станція Гоголеве майже повністю знищувалася, але потім відновлювалася.
Відступаючи, німці спалили амбари з хлібом, заготзерно, сінний пункт, плодоовоч, двоповерховий залізничний житловий будинок, сільську школу, 50 хат колгоспників, зірвали водонапірну башту станції Гоголеве. Зруйнували колгоспну пасіку, птахоферму, свиноферму.
До 1943 року в Гоголевому існувала чотирирічна школа, а з 1943 року було відкрито семирічку.
Після війни колгосп відновив свою діяльність. У 1957 році колгосп ім. Леніна був перетворений на відділок племрадгоспу імені Будьонного С. М.
У 1951 році на території селища знайдено поклади нафти і природного газу. Було створено нафтопромислове управління «Радченкове», яке постачало газ у Полтаву і Миргород. У нафтовій та газовій промисловості працювало понад 500 чол. робітників і 60 чол. інженерно-технічного персоналу. Нафтопромислове управління подавало велику шефську допомогу в обладнанні тваринницьких ферм, зрошувальної системи та будівництву сховищ для мінеральних добрив у колгоспах ім. Калініна (с. Устивиця) та ім. Енгельса (с. Матяшівка). Була відкрита восьмирічна школа, яка була розміщена в приміщенні контори колишнього хлібоприймального підприємства. Директорами школи були: Поташний, Марченко Василь Григорович, Величко Іван Мусійович, який очолив педколектив з восьми осіб, вимагаючи від них залізної дисципліни.

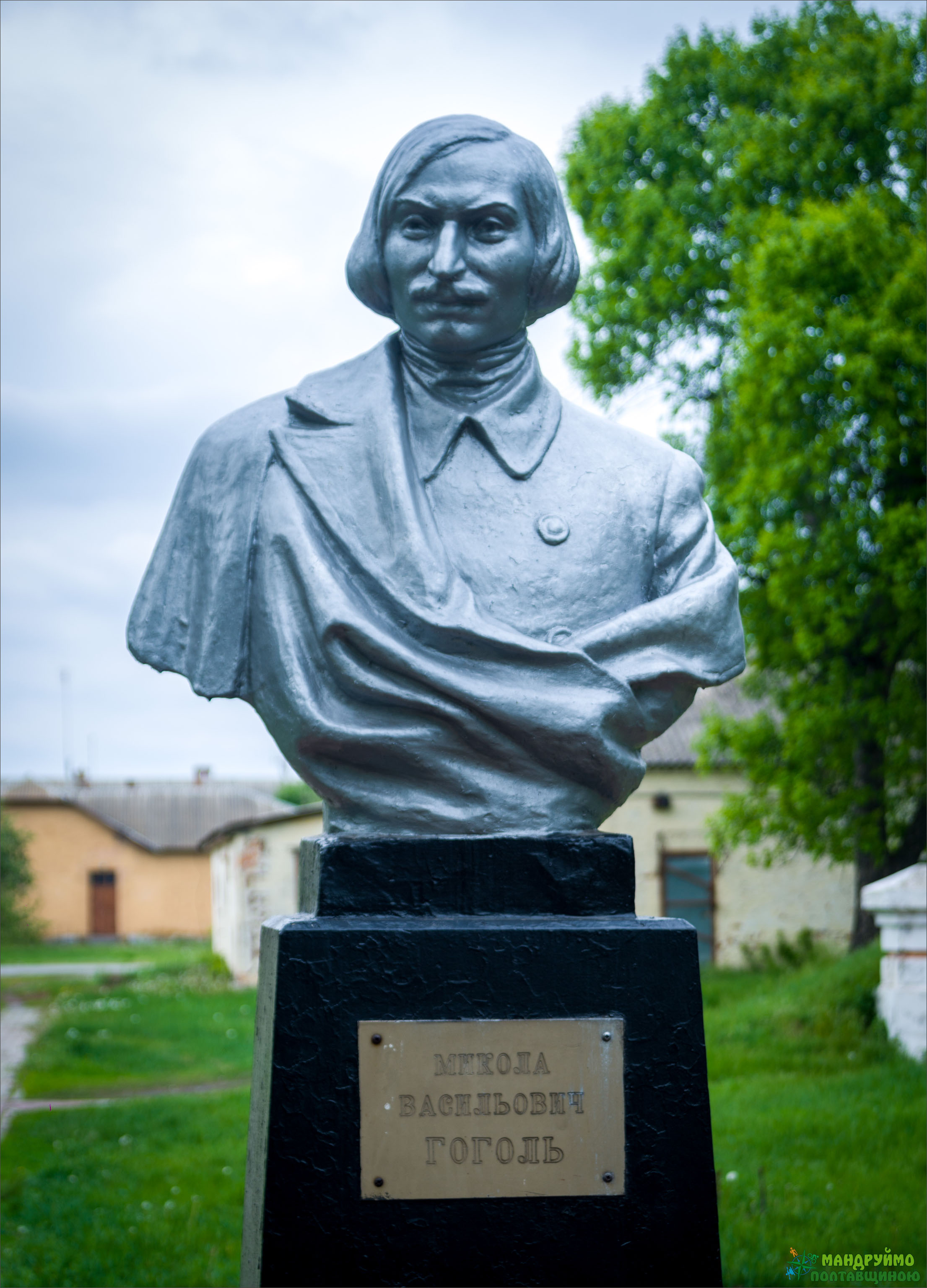
Пам'ятник-бюст М. В. Гоголю

У 1952 році до 100-річчя з дня смерті в селі було встановлено пам'ятник М. В. Гоголю.
У 1953 році розпочалась експлуатація Радченкового нафтового місцеродовища. Освоєння промислу викликало швидкий розвиток селища, і у 1957 році селу Гоголеве було присвоєно статус селища міського типу. Через збільшення кількості учнів навчання проводилося у приміщенні колишньої контори нафтопромислового управління «Радченкове». Директором був знавець історії, математики, англійської мови Михайлик Яків Федорович.

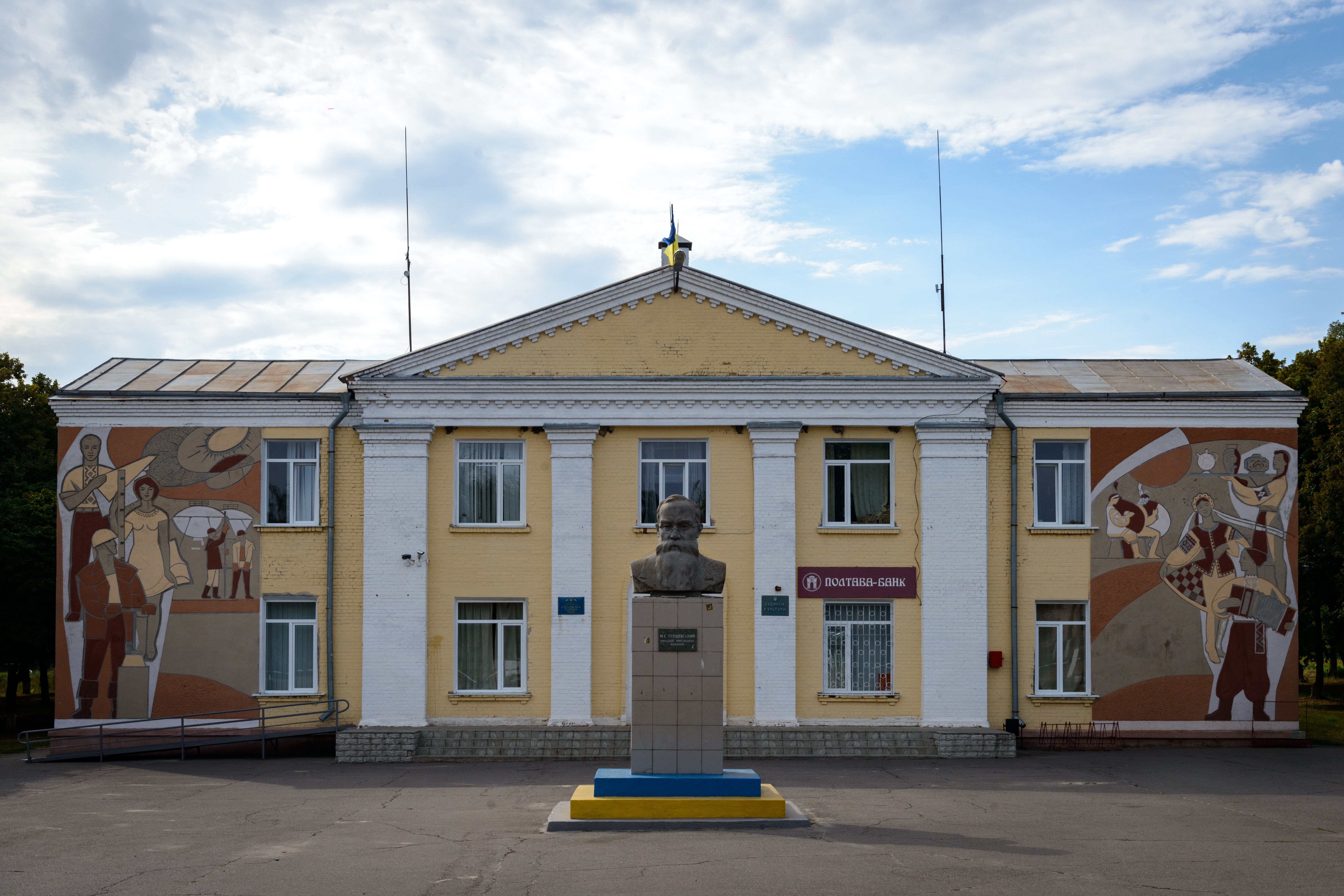
Пам'ятник-бюст М. С. Грушевському

У 1954 році було відкрито середню школу.

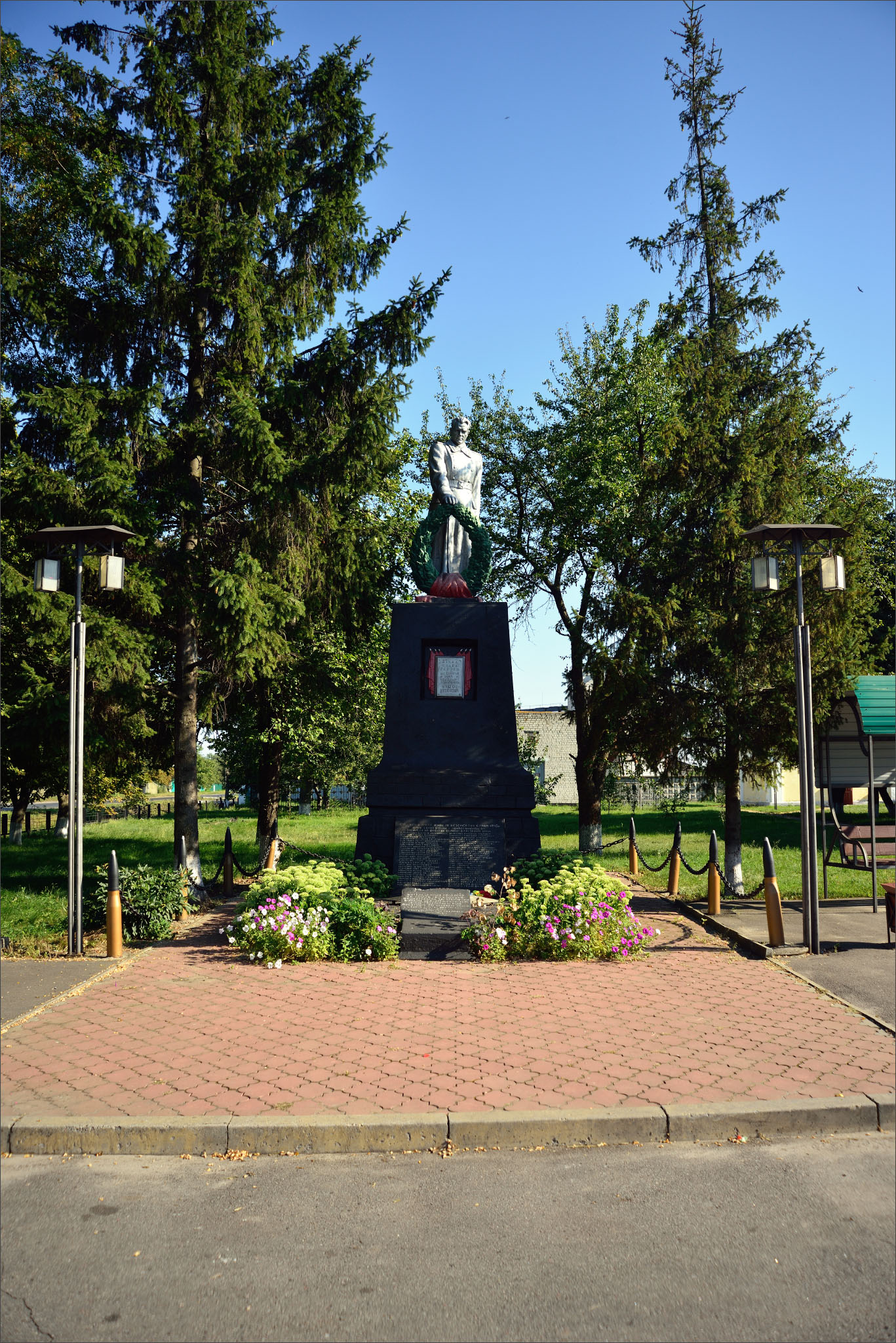
Пам'ятник невідомим загиблим на війні

У 1957 році в селищі було встановлено пам'ятник партизанам, які загинули 1943 року, та воїнам-односельцям, полеглим на фронтах Німецько-радянської війни.
У 1958 році учні сіли за парти нової школи, збудованої нафтовиками. На території школи раніше знаходилась автоколона. Після забудови центру селища автоколона була перенесена на околицю. Із землі були вийняті цистерни з паливом. Навколо нової школи залишилися великі ями. Вчителі і діти власноруч обладнували територію школи. Приміщення школи містило великі просторі класи, спортивний зал, учительську, кабінет директора, бібліотеку та інше. На той час у школі навчалося більше 600 учнів. У школі існувала кабінетна система. У приміщенні майстерні існував інтернат для дівчаток, які навчалися з інших сіл, а також клас для початківців. Згодом був побудований автоклас, теплиця, їдальня, обладнаний шкільний стадіон, для уроків з військової дисципліни був побудований сучасний тір.
У 1959 році чисельність населення становила 2203 людини.
У 1966 році в Гоголевому діяли цегельний завод, механічна майстерня; на місцевому паливі працювала електростанція потужністю 450 кВт. У селищі було побудовано 350 житлових будинків. У селищі було третє відділення племзаводу «Перемога», радгосп спеціалізувався на вирощуванні свиней. Займалися також рослинництвом.
У 1966 році в селищі була середня і вечірня школи, 5 бібліотек, клуб на 250 місць. Населення становило 2500 чол. Селищній раді були підпорядковані населені пункти Гирчин і Гончарі (нині не існують).
У 1974 році тут діяв цегельний завод.
У 1978 році чисельність населення становила 2,6 тис. осіб, тут діяли підприємства з видобутку нафти (цехи управління «Полтаванафтогаз»), відділення тваринницького радгоспу «Перемога» по вирощуванню племінного молодняку великої рогатої худоби, дві загальноосвітні школи, лікарня, Будинок культури і три бібліотеки.
У 1979 році в селищі було встановлено пам'ятник В. І. Леніну.
У 1987 році Полтавське НГВУ побудувало чудове приміщення дитсадка «Веселка» на 200 місць. Старий дитсадок передали школі. Там почали навчатися діти початкових класів. На території школи було відкрито Музей Німецько-радянської війни, Музей народознавства.
У 1989 році чисельність населення становила 2844 людини, у 1990 році — 2879 осіб.
В кінці ХХ ст. в селищі діяло 47 підприємств і організацій нафтової промисловості, серед яких провідними були Гоголівське управління технологічного транспорту, Центральна база виробничого обслуговування, дільниця Полтавської бази виробничого обслуговування і комплектації обладнання. Функціонували відділення зв'язку та Ощадбанку, АТС, середня школа, лікарня, дитячий садок, Будинок культури на 450 місць, дві бібліотеки (25 тис. одиниць літератури).
Селище було електрифіковане, радіофіковане та газифіковане.
За результатами Всеукраїнського перепису населення 2001 року чисельність населення становила 2686 осіб.
2001 року селище широко відзначало 50-річчя заснування нафтового родовища і управління «Радченкове». До цього свята за кошти і за допомогою НГВУ «Полтаванафтогаз» було відремонтовано центральну дорогу селища, впродовж якої збудовано кілька стоянок для машин, відремонтовано фасад будинку культури та площу біля нього, а також адміністративний будинок НГВУ «Полтаванафтогаз». На ньому було встановлено пам'ятну дошку на честь Горєва Станіслава Миколайовича, який тут працював і зробив багато корисних справ для селища та його мешканців. На його честь також було перейменовано головну вулицю селища.
Восени 2006 року біля будівлі школи був побудований сучасний стадіон.
Чималою подією в житті селища було також освячення і закладання капсули в підвалини храму апостолів Петра і Павла, який розпочали будувати також за сприяння і на кошти НГВУ «Полтаванафтогаз» та ВАТ «Укрнафта». Відкриття храму відбулося 14 грудня 2007 року.
Станом на 1 січня 2011 року чисельність населення становила 2615 чоловік, на 1 січня 2012 року — 2611 осіб, на 1 січня 2013 року — 2609 осіб.

## Символіка
Затверджена рішенням виконавчого комітету Гоголівської селищної ради № 127 від 24.11.2008 року.

### Герб
Щит, поділений на два поля, які своїми кольорами повторюють кольори прапора селища. На верхній блакитній частині герба зображений тепловоз, адже селище розпочало свій відлік від прокладення залізниці та відкриття залізничної станції. На нижній чорній частині герба зображені три нафтові вишки, що символізують переваги краю щодо нафти та природного газу.
Символ фортеці у верхній частині герба символізує непорушність, міцність та захист краю. Тепловоз символізує станцію Гоголеве Південної залізниці України та частину населення, що обслуговує її та залізничні колії, а також доступність місцевим жителям громади діставатися в любі куточки нашої країни. Три нафтогазові вишки символізують швидку розбудову та розквіт селища з відкриттям покладів нафти та попутного природного газу, завдяки яким селище утворилося та стрімко зросло населенням.

### Прапор
Прямокутне полотнище, розділене вздовж навпіл. Верхня частина — блакитна, символізує небо. Нижня частина — чорна, що символізує нафту та чорнозем. В центрі прапора — сонце, на тлі якого зображені три нафтові вишки і крапля нафти. Небо — символ чистоти, миру, спокою та високої духовності. Нафта та чорнозем — це багатство даного краю. Сонце — символізує Східний нафтогазоносний регіон України, до якого належить місцеве Радченківське нафтогазове родовище. Три нафтові вишки — це перші нафтові вишки, побудовані навколо Гоголевого. Крапля нафти — символ «чорного золота», що видобувається в регіоні.

## Економіка
- Гоголівський цех технологічного транспорту
- Підприємства нафтовидобутку
- Центральна База Виробничого Обслуговування (ЦБВО)
- ТОВ «Гоголеве-Агро»
- Гоголівська дільниця ПрАТ «Полтавське ХПП»

## Політика

### Парламентські вибори, 2019
На позачергових парламентських виборах 2019 року у селищі функціонувала окрема виборча дільниця № 530010, розташована у приміщенні будинку культури.
Результати
- зареєстровано 1875 виборців, явка 53,55%, найбільше голосів віддано за «Слугу народу» — 60,44%, за Всеукраїнське об'єднання «Батьківщина» — 8,03%, за «Опозиційну платформу — За життя» — 6,63%.[4] В одномандатному окрузі найбільше голосів отримала Анастасія Ляшенко (Слуга народу) — 39,21%, за Костянтина Іщейкіна (самовисування) — 21,28%, за Олексія Баганця (Всеукраїнське об'єднання «Батьківщина») — 9,83%[5].

## Освіта
Перший дитячий садок було відкрито 1957 року. Він був розміщений у тимчасовому непристосованому приміщенні (житловий фінський будинок). Дитячий садок був одногруповим на 25 дітей. У 1959 році був побудований новий двогруповий дитячий садок Радченківським газопромислом. У 1963 році було здане в експлуатацію додаткове приміщення, у якому розмістилося 2 ясельні групи. У 1971 році відкрито в дитсадку ще 2 ясельні групи, а потім було відкрито 6 груп, і згодом дитячий садок став 9-груповим. В 1987 році був введений в експлуатацію новий дитячий садок, у якому і зараз знаходиться дошкільний заклад. Його побудувало підприємство НГВУ «Полтаванафтогаз». З 1 січня 2004 року дитячий ясла-садок «Веселка» перейшов у комунальну власність Гоголівської селищної ради.

## Об'єкти соціальної сфери
- Гоголівська загальноосвітня школа І-III ступенів
- Будинок культури на 450 місць
- Бібліотека
- Лікарня
- Соціально-реабілітаційний центр
- Спортивний майданчик зі штучним покриттям
- Стадіон
- Дитячий садок «Веселка»

## Пам'ятки історії
- пам'ятник-бюст на честь українського письменника Миколи Гоголя
- пам'ятник-бюст на честь першого Президента України Михайла Грушевського
- пам'ятник-бюст В. І. Леніну
- пам'ятник невідомим загиблим на війні
- на місцевих кладовищах в 2003 році споруджено пам'ятні знаки у вигляді хрестів жертвам Голодомору 1932-1933 років
- меморіальна дошка працівнику нафтогазової промисловості С. М. Горєву
- залізничний вокзал (відремонтований 2008 року)

## Відомі люди
В селищі народився Шапран Павло Романович (1914-1984) — депутат Верховної Ради УРСР.
В селищі працював Горєв Станіслав Миколайович (1934-2001) — гірничий інженер, фахівець нафтогазової промисловості, управлінець.